# Южный Треугольник
Южный Треугольник (лат. Triangulum Australe) — созвездие южного полушария неба, лежащее к югу от Наугольника частично в Млечном Пути. Наиболее яркая звезда 1,9 видимой звёздной величины. Занимает на небе площадь в 110 квадратных градусов, содержит 32 звезды, видимые невооружённым глазом. Хотя созвездие находится в Млечном Пути и содержит множество звёзд, объекты глубокого космоса не видны. Примечательные особенности включают рассеянное скопление NGC 6025 и планетарную туманность NGC 5979. Альфа, бета и гамма имеют видимые величины, равные 1,91, 2,82 и 2,87.
Великий аттрактор, гравитационный центр ланиакея, который находится в галактике Млечного Пути, колеблется между южным треугольником и соседним созвездием Райская Птица.

## Условия наблюдения

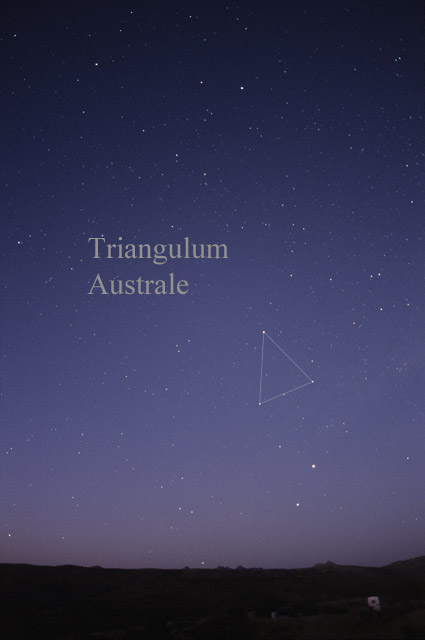
Созвездие Южный Треугольник (Triangulum Australe), видимый невооружённым глазом. Две яркие звезды, находящиеся ниже созвездия - α и β Центавра. Между ними и самим Южным Треугольником заметно созвездие Циркуль.

На территории России и бывшего СССР не видна никакая часть созвездия, даже в Серхетабаде, находящийся примерно в 5° севернее начала его частичной видимости (+30°). Ярчайшая звезда созвездия α Южного Треугольника наблюдается южнее широты +21°, а полная видимость созвездия — на широтах южнее +20°. А южнее широты −30° созвездие является незаходящим. К городам, где Южный Треугольник никогда не заходит за горизонт, относятся Сантьяго, Монтевидео, Буэнос-Айрес, Порту-Алегри, Сидней, Мельбурн. Лучшие условия наблюдения — июнь.

## Примечательные особенности

### Яркие звезды
Определяя созвездие, Лакайль дал двенадцать звёзд, обозначенных Байером от Альфы до Лямбды, с двумя близкими звёздами, названными Эта (одна теперь известна по её каталожному номеру Генри Дрейпера), в то время как Лямбда была позже исключена из-за её тусклости. Три самых ярких звезды—Альфа Южного Треугольника, Бета Южного Треугольника и Гамма Южного Треугольника, составляют треугольник. Альфа Южного Треугольника легко идентифицируется по оранжевому оттенку Это яркая гигантская звезда спектрального класса K2 IIb-IIIa с видимой величиной +1,91, которая является 42-й по яркости звездой в ночном небе. Он находится в 424 световых годах (130 парсеков) далеко и имеет абсолютную звёздную величину -3,68 и в 5500 раз ярче, чем наше Солнце. Имея диаметр в 130 раз больше диаметра нашего Солнца, он почти достиг бы орбиты Венеры, если бы его поместили в центр Солнечной системы. Бета Южного Треугольника - двойная звезда, главная из которых - звезда главной последовательности F-типа со звёздной классификацией F1V, и видимой величиной 2,85. Находясь на расстоянии всего 40 световых лет (12 парсеков), она имеет абсолютную величину 2,38. Его спутник, почти 3 угловых минуты, вдали находится звезда 13-й величины, которая может находиться или не находиться на орбите вокруг Беты. Оставшаяся вершина треугольника - это Gamma Trianguli Australis с видимой величиной 2,87. Это звезда главной последовательности A-типа спектрального класса A1 V, которая находится на расстоянии 180 световых лет (55 парсеков) от нас.

### Переменные звезды
Южный Треугольник содержит несколько переменных цефеид , все из которых слишком слабы, чтобы их можно было увидеть невооружённым глазом: R Южного Треугольника имеет видимую величину от 6,4 до 6,9 в течение 3,389 дней,S Южного Треугольника - от 6,1 до 6,8. за 6,323 дня, а яркость U Южного Треугольника изменилась с 7,5 до 8,3 за 2,568 дней. Все трое — жёлто-белые гиганты спектрального класса F7Ib / II,F8II, и F8Ib / II соответственно. RT Южного Треугольника — необычная цефеидная переменная, которая демонстрирует сильные полосы поглощения в молекулярных фрагментов C2, ⫶CH и ⋅CN и были классифицированы как цефеиды спектрального типа Р. Это изменяется между величинами 9.2 и 9.97 более 1,95 днями. X Южного Треугольника, лежащая рядом с Гаммой, представляет собой переменную углеродную звезду со средней величиной 5,63. Он имеет два периода около 385 и 455 дней и относится к спектральному классу C5,5 (Nb). EK Южного Треугольника, карликовая новая типа SU Ursae Majoris, была впервые замечена в 1978 году и официально описана в 1980 году. Она состоит из белого карлика и звезды-донора, которые вращаются вокруг друг друга каждые 1,5 часа. Белый карлик засасывает материю другой звезды на аккреционный диск и периодически извергается, достигая звездной величины 11,2 в сверхвспышках, 12,1 звездной величины в обычных вспышках и сохраняя звездную величину 16,7 в спокойном состоянии. NR Южного Треугольника была медленной новой, пиковая величина которой достигла 8,4 в апреле 2008 года, а к сентябрю того же года она упала до величины 12,4.

### Объекты глубокого космоса

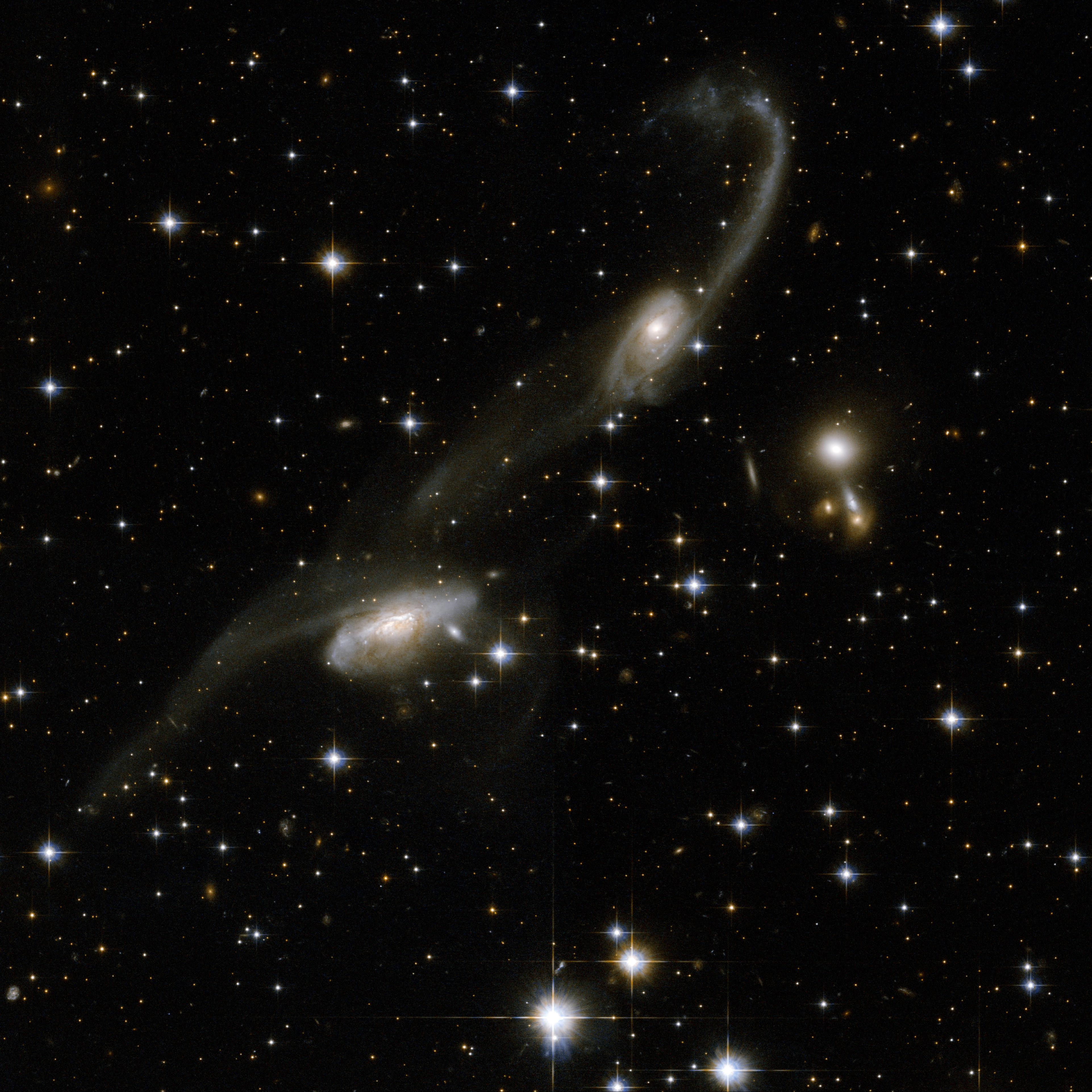
ESO 69-6, две сливающиеся галактики с выступающими длинными хвостами, сфотографированы космическим телескопом Хаббл

В Triangulum Australe есть несколько объектов глубокого космоса - одно рассеянное скопление, несколько планетарных туманностей и слабых галактик. NGC 6025 — это рассеянное скопление с примерно 30 звездами в диапазоне от 7-й до 9-й величины. Расположенный в 3 градусах к северу и 1 к востоку от Бета Южного Треугольника, он находится на расстоянии около 2500 световых лет от нас и составляет около 11 световых лет (3,4 парсека) в диаметре. Его самая яркая звезда — MQ Trianguli Australis с видимой величиной 7,1. NGC 5979 , планетарная туманность с видимой величиной 12,3, имеет сине-зелёный оттенок при больших увеличениях, а Хениз 2-138 - меньшая планетарная туманность с величиной 11,0. NGC 5938 удаленная спиральная галактика на расстоянии около 300 миллионов световых лет (90 мегапарсеков) от нас. Он расположен в 5 градусах к югу от Эпсилон Южного Треугольника.  ESO 69-6 - это пара сливающихся галактик, расположенных на расстоянии около 600 миллионов световых лет (185 мегапарсеков). Их вещество было вытянутым в длинные хвосты в результате взаимодействия.

## История
Новое созвездие. Было предложено на небесном глобусе Петера Планциуса в 1589 году. Введено в научную практику Иоганном Байером в 1603 году в его звёздном атласе «Уранометрия».